# Pojuščie Gitary
I Pojuščie Gitary (in russo Поющие гитары?) furono un gruppo rock dell'Unione Sovietica, ed attualmente della Russia, formatosi a Leningrado nel 1966, sebbene le prime stampe dei loro dischi avvennero soltanto nel 1968. In poco tempo raggiunsero picchi di popolarità non indifferenti anche nei paesi dell'Europa occidentale, tanto da essere soprannominati "i Beatles sovietici". La quasi totalità delle loro canzoni è scritta e cantata in russo, anche se hanno interpretato brani anche in moldavo. Tutti i dischi dei "Poyushchiye Gitary" furono editi dall'etichetta discografica di stato dell'URSS Melodija, mentre i nuovi CD successivi al 1991 furono prodotti da altre case discografiche.

## Membri del gruppo
Gli attuali membri dei Poyushchiye Gitary sono:
- Yuri Ivanenko - Basso, Voce;
- Aleksandr Fiodorov - Chitarra, Voce;
- Aleksandr Grebenshchikov - Chitarra, Tastiere, Voce;
- Sergej Voevodin - Chitarra, Voce;
- Valerij Stupachenko - Voce principale, Chitarra.

## Curiosità
i Pojuščie Gitary hanno anche adattato in russo uno dei più grandi successi di Gianni Morandi: nel 1968 infatti incisero Byl odin paren', la cover sovietica tra le più popolari di C'era un ragazzo che come me amava i Beatles e i Rolling Stones.